# Riesenkolibri
Der Riesenkolibri (Patagona gigas), auch Riesengnom genannt, ist ein Vogel aus der Familie der Kolibris (Trochilidae) und die einzige Art der somit monotypischen Gattung Patagona mit einem großen Verbreitungsgebiet in den Anden von Südwestkolumbien bis nach Zentralargentinien. Der Bestand wird von der IUCN als „nicht gefährdet“ (least concern) eingeschätzt.

## Merkmale
Mit einer Gesamtlänge von 22 Zentimetern, einer Flügellänge von 14 Zentimetern und einem Gewicht von bis zu 24 Gramm ist der Riesenkolibri die größte Kolibriart. Die Oberseite und der Schwanz sind grünlich-braun gefärbt, der Bürzel ist weißlich, die unteren Schwanzdecken weiß und die Flügel braun.
Durch seine Größe schlägt er viel langsamer mit den Flügeln (10 bis 15 Mal pro Sekunde) als andere Kolibriarten und erinnert damit eher an eine Fledermaus.

## Taxonomie
Der Riesenkolibri gehört zur Familie der Trochilidae (Kolibris) und ist eine von über 300 beschriebenen Arten in dieser Familie, die zweitgrößte Gruppe der Vögel der Neuen Welt. Die Familie der Trochilidae ist in über 100 Gattungen unterteilt. Man geht davon aus, dass die Art Patagona gigas vergleichsweise alt ist und größtenteils ein gescheitertes evolutionäres Experiment zur Vergrößerung von Kolibris darstellt, da sie sich nicht verzweigt und vermehrt hat.
Traditionelle morphologische taxonomische Untersuchungen zeigen, dass sich Patagona gigas wesentlich von den anderen Kolibri-Taxa unterscheidet. Eine phylogenetische Untersuchung aus dem Jahr 2008 ergab, dass sich Patagona gigas mit 97,5 % Wahrscheinlichkeit so weit von den nächstgelegenen phylogenetischen Kladen entfernt hat, dass er als zu einer Klade, die nur eine Spezies beinhaltet, namens Patagonini gehörend betrachtet werden kann. Dies steht im Einklang mit der taxonomischen Klassifizierung von Patagona gigas in einer eigenen Gattung durch die Internationale Ornithologische Union.
Unterarten
Laut IOC World Bird List werden zwei Unterarten anerkanntː
- P. g. peruviana Boucard, 1893[5] – kommt im Südwesten Kolumbiens bis in den Norden Chiles und den Nordwesten Argentiniens vor.
- P. g. gigas (Vieillot, 1824)[6][7] – die Nominatform ist im zentralen Chile und dem westlichen zentralen Teilen Argentiniens präsent.

Es wird angenommen, dass diese Unterarten durch eine teilweise geografische Trennung der Populationen durch vulkanische Aktivitäten in den Anden vor dem Miozän entstanden sind. Es gibt jedoch nach wie vor Bereiche, in denen sich die Arten überschneiden, so dass es keine vollständige Artbildung gibt. Das von McGuire et al. (2009) vorgeschlagene phylogenetische System für Kolibris trägt der möglichen Erhebung dieser Unterarten in den Rang einer Art Rechnung.

## Vorkommen

Brut- und Überwinterungsgebiet
Brutgebiet

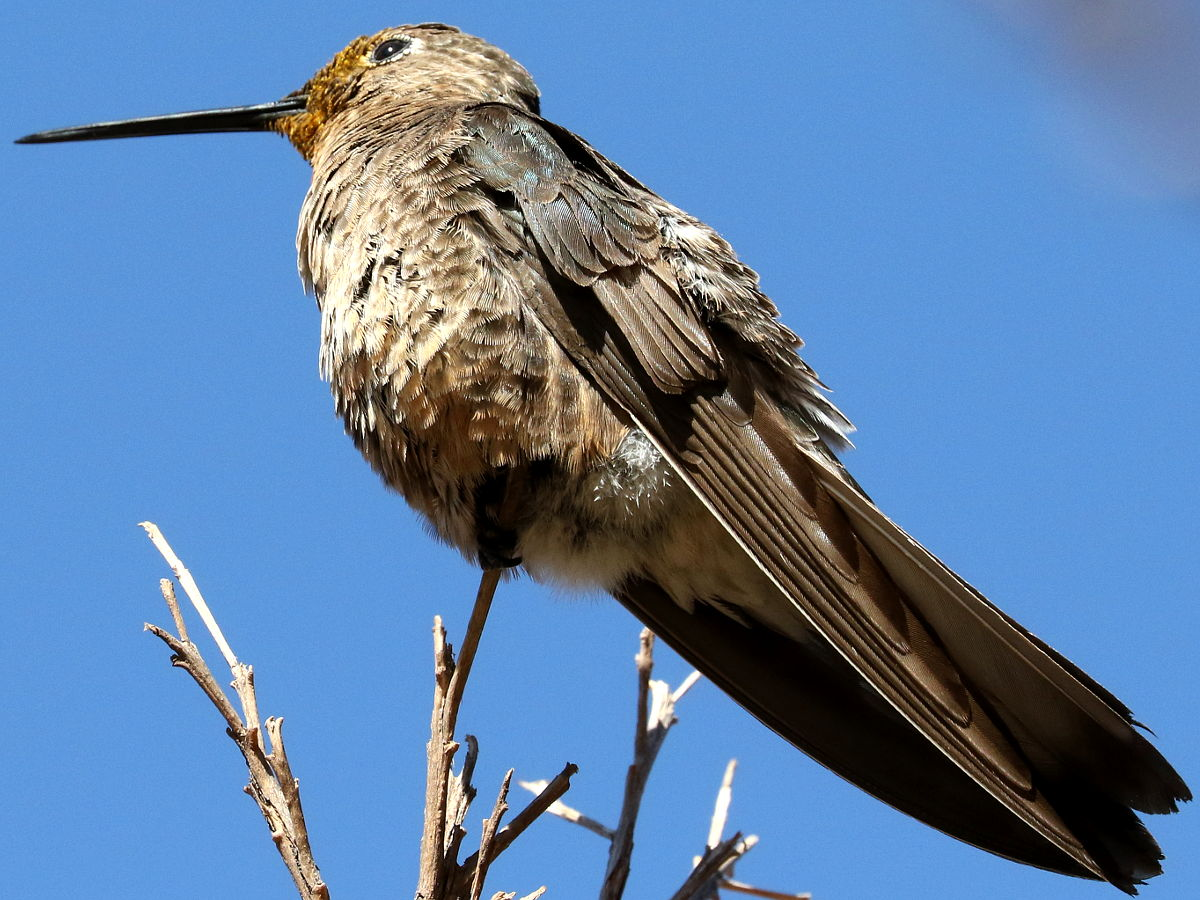
Riesenkolibri in Cusco, Peru

Das Verbreitungsgebiet in den Anden reicht vom nördlichen Ecuador bis ins mittlere Chile und bis nach Argentinien.
Der Riesenkolibri lebt in trockenem Buschland mit Kakteenbestand, aber auch in besiedelten Gegenden, in einer Seehöhe von 1.000–4.000 Metern. In manchen Gegenden zieht er bei schlechter Witterung in tiefere Höhenlagen.

## Verhalten
Der Riesenkolibri ist ein aggressiver Vogel, der seine Futterplätze gegen andere Arten verteidigt.
Nektar saugt er nicht im Kolibri-typischen Schwirrflug, sondern meist im Sitzen. Daneben zählen auch Kleininsekten zu seiner Nahrung.

## Fortpflanzung
Das kleine Nest aus Moos, Flechten und Spinnweben wird in einem Busch, einem Baum oder gelegentlich auf einem Kaktus gebaut und erscheint für einen Vogel dieser Größe eher zu klein. Das Gelege besteht aus zwei Eiern.

## Migration
Der Riesenkolibri wandert im Sommer in die gemäßigten Gebiete Südamerikas und erreicht dabei bis zu 44° S. Im Winter (März–August) wandert er nach Norden in tropischere Klimazonen, wobei er in der Regel nicht höher als 28° S vordringt.

## Etymologie und Forschungsgeschichte
Louis Pierre Vieillot beschrieb die Art unter dem Namen Trochilus gigas. Das Typusexemplar war im Besitz von Jean-Baptiste Becoeur (1718–1777) und sollte angeblich aus Brasilien stammen. Erst 1840 schlug sie George Robert Gray der neuen Gattung Patagona zu. Bei der Namensgebung orientierte Gray sich an René Primevère Lesson, der den Kolibri L'Oiseau-Mouche Patagon nannte. Lesson ordnete die Art der wilden Pampa im Gebiet der Puelche im Süden Altchiles zu. Dies entspricht dem heutigen Patagonien. Das Artepitheton gigas ist das lateinische Wort für „riesig, gewaltig“. Das Typusexemplar für die Unterart P. g. peruviana wurde von Henry Whitely in Peru gesammelt, so dass sich der Name vom Ursprungsland des Balges ableitet.

## Kulturelle Bedeutung

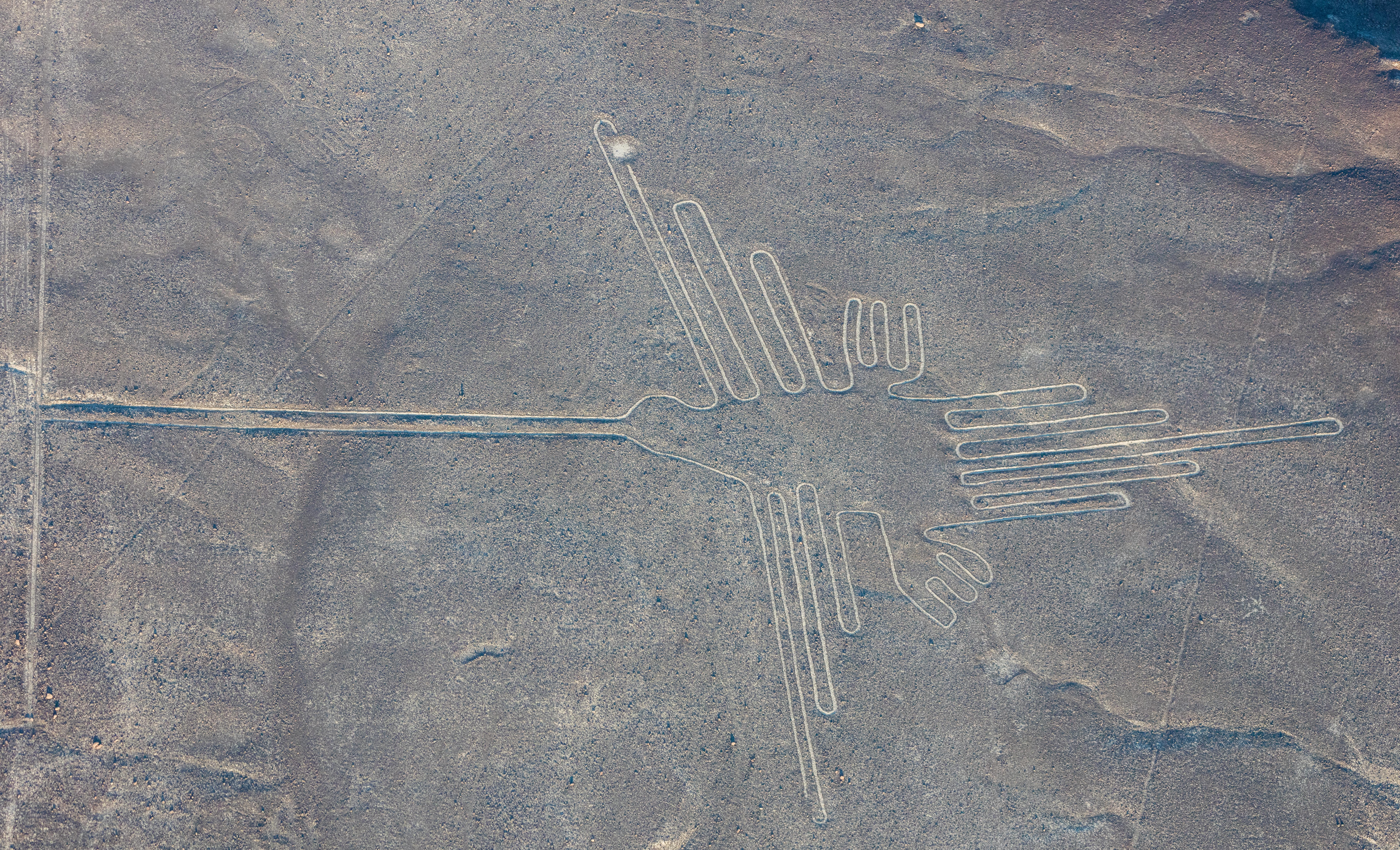
Nazca-Linien: Kolibri

Für einige der Ureinwohner der Anden hat der Riesenkolibri einen hohen Stellenwert. Die Bewohner der Insel Chiloé glauben, dass eine Frau, die einen Kolibri fängt, dadurch große Fruchtbarkeit erlangt. Diese Art inspirierte auch die Bewohner der Nazca-Kultur zur Schaffung des Nazca-Kolibri-Geoglyphs.

## Sonstiges
- Der Riesenkolibri ist ein Motiv auf der Rückseite des 10er-Scheins der bolivianischen Währung Boliviano.